# 富山県道106号北羽入入善線
富山県道106号北羽入入善線（とやまけんどう106ごう きたはにゅうにゅうぜんせん）は、富山県下新川郡朝日町から同郡入善町に至る一般県道である。

## 概要

### 路線データ
- 起点：富山県下新川郡朝日町山崎字羽入（富山県道45号黒部朝日公園線・富山県道102号山崎泊線・富山県道105号山崎草野線交点）
- 終点：富山県下新川郡入善町入膳（富山県道60号入善朝日線交点）
- 実延長：7,072m

## 沿革
- 1960年（昭和35年）4月23日 - 認定[1]

## 通過する自治体
- 富山県
  - 下新川郡朝日町 - 下新川郡入善町

## 接続する道路
- 富山県道102号山崎泊線（起点：朝日町山崎字羽入）
- 富山県道45号黒部朝日公園線・富山県道105号山崎草野線（朝日町山崎字羽入（起点） - 朝日町山崎字岩崎で重複）
- 富山県道13号朝日宇奈月線（柳田交差点 - 朝日町大家庄で重複）
- 富山県道111号大家庄上飯野線（朝日町大家庄）
- 富山県道101号大家庄東草野線（朝日町三枚橋）
- 富山県道326号金山古黒部線（新道）（朝日町舟川新）
- 富山県道326号金山古黒部線（旧道）（朝日町舟川新地内で重複）
- 富山県道107号小杉椚山新線（入善町椚山）
- 国道8号（入善警察署前交差点）
- 富山県道60号入善朝日線（終点：入善町入膳）

## 周辺
- あいの風とやま鉄道線 入善駅
- 富山県警察 入善警察署
- 富山県立入善高等学校
- 入善町立入善中学校
- 入善町立入善小学校
- 入善町立桃李小学校
- 入善郵便局
- 東洋紡 富山事業所 入善工場
- トーキン 富山事業所
- 入善ショッピングセンターコスモ21